# Americium(III)-chlorid
Americium(III)-chlorid ist ein Chlorid des künstlichen Elements und Actinoids Americium mit der Summenformel AmCl3. In diesem Salz tritt Americium in der Oxidationsstufe +3 auf.

## Eigenschaften
Americium(III)-chlorid bildet rosafarbene hexagonale Kristalle. Seine Kristallstruktur ist isotyp mit Uran(III)-chlorid. In der Struktur werden die Americiumatome von je neun Chloratomen umgeben, als Koordinationspolyeder ergibt sich dabei ein dreifach überkapptes, trigonales Prisma mit den Gitterparametern a = 738 pm und c = 421 pm und zwei Formeleinheiten pro Elementarzelle. Der Schmelzpunkt der Verbindung liegt bei 715 °C.
Das Hexahydrat (AmCl3·6 H2O) weist eine monokline Kristallstruktur auf mit: a = 970,2 pm, b = 656,7 pm und c = 800,9 pm sowie β = 93° 37'; Raumgruppe: P2/n (Nr. 13, Stellung 2).

## Verwendung
Americium(III)-chlorid kann in einer NaCl-Salzschmelze in Gegenwart von Americium leichter zu Americium(II)-chlorid reduziert werden. Dies kann zur Trennung des Americiums von Plutonium genutzt werden.